# العلاقات البلجيكية الرواندية
العلاقات البلجيكية الرواندية هي العلاقات الثنائية التي تجمع بين بلجيكا ورواندا.

## مقارنة بين البلدين
هذه مقارنة عامة ومرجعية للدولتين:
| وجه المقارنة                                              | بلجيكا                                                                              | رواندا                                        |
| --------------------------------------------------------- | ----------------------------------------------------------------------------------- | --------------------------------------------- |
| المساحة (كم2)                                             | 30.53 ألف                                                                           | 26.34 ألف                                     |
| عدد السكان (نسمة)                                         | 11.37 مليون                                                                         | 12.21 مليون                                   |
| الكثافة السكانية (ن./كم²)                                 | 372.42                                                                              | 463.55                                        |
| العاصمة                                                   | بروكسل                                                                              | كيغالي                                        |
| اللغة الرسمية                                             | اللغة الهولندية، لغة فرنسية، اللغة الألمانية                                        | اللغة الكينيارواندا، لغة إنجليزية، لغة فرنسية |
| العملة                                                    | يورو، فرنك بلجيكي                                                                   | فرنك رواندي                                   |
| الناتج المحلي الإجمالي (بليون دولار)                      | 492.68 مليار                                                                        | 9.14 مليار                                    |
| الناتج المحلي الإجمالي (تعادل القوة الشرائية) بليون دولار | 514.74 مليار                                                                        | 20.46 مليار                                   |
| الناتج المحلي الإجمالي الاسمي للفرد دولار أمريكي          | 40.32 ألف                                                                           | 697                                           |
| الناتج المحلي الإجمالي للفرد دولار أمريكي                 | 43.44 ألف                                                                           | 1.66 ألف                                      |
| مؤشر التنمية البشرية                                      | 0.890                                                                               | 0.483                                         |
| رمز المكالمات الدولي                                      | +32                                                                                 | +250                                          |
| رمز الإنترنت                                              | .be                                                                                 | .rw                                           |
| المنطقة الزمنية                                           | توقيت وسط أوروبا، ت ع م+01:00، ت ع م+02:00، توقيت وسط أوروبا الصيفي، أوروبا/بروكسل ‏ | ت ع م+02:00                                   |

## منظمات دولية مشتركة
يشترك البلدان في عضوية مجموعة من المنظمات الدولية، منها:
| علم المنظمة | اسم المنظمة                               | تاريخ انضمام بلجيكا | تاريخ انضمام رواندا |
| ----------- | ----------------------------------------- | ------------------- | ------------------- |
|             | الاتحاد البريدي العالمي                   | ?                   | ?                   |
|             | مؤسسة التنمية الدولية                     | 2 يوليو 1964        | 30 سبتمبر 1963      |
|             | منظمة حظر الأسلحة الكيميائية              | ?                   | ?                   |
|             | منظمة التجارة العالمية                    | ?                   | ?                   |
|             | الأمم المتحدة                             | 27 ديسمبر 1945      | 18 سبتمبر 1962      |
|             | وكالة ضمان الاستثمار متعدد الأطراف        | 18 سبتمبر 1992      | 27 سبتمبر 2002      |
|             | منظمة الشرطة الجنائية الدولية             | ?                   | ?                   |
|             | مؤسسة التمويل الدولية                     | 27 ديسمبر 1956      | 6 نوفمبر 1975       |
|             | الاتحاد الدولي للاتصالات                  | 1866                | 12 ديسمبر 1962      |
|             | البنك الدولي للإنشاء والتعمير             | 27 ديسمبر 1945      | 30 سبتمبر 1963      |
|             | البنك الإفريقي للتنمية                    | ?                   | ?                   |
|             | المركز الدولي لتسوية المنازعات الاستشارية | 26 سبتمبر 1970      | 14 نوفمبر 1979      |
|             | يونسكو                                    | 29 نوفمبر 1946      | 7 نوفمبر 1962       |

## أعلام
هذه قائمة لبعض الشخصيات التي تربطها علاقات بالبلدين:
- ستروماي (مغني بلجيكي من أصل رواندي، 12 مارس 1985[21] – )
- محمد تشيتي (لاعب كرة قدم، 31 يناير 1984[22] – )

## وصلات خارجية
- موقع وزارة الخارجية البلجيكية
- موقع وزارة الخارجية الرواندية